# ويليام تي بيكر
ويليام تي بيكر (بالإنجليزية: William T. Baker)‏ هو مهندس معماري أمريكي، ولد في 23 ديسمبر 1956.